# نش هیلی
نش هیلی (Nash-Healey) خودرویی است که در سال‌های ۱۹۵۱ تا ۱۹۵۴در انگلند، تورین، ایتالیا و ایالات متحده آمریکا تولید شده‌است. 
این خودرو در کلاس خودرو اسپورت قرار گرفته، طراحی آن خودروهای موتور جلو-محور عقب بوده طول آن در حالت طبیعی ۱۷۰٫۷۵ اینچ (۴٬۳۳۷ میلیمتر)، عرض آن در حالت طبیعی ۶۴ اینچ (۱٬۶۲۶ میلیمتر) و ارتفاع آن در حالت طبیعی ۴۸ اینچ (۱٬۲۱۹ میلیمتر) و وزن آن در حالت طبیعی ۲٬۴۰۰ پوند (۱٬۰۸۹ کیلوگرم) است. سیستم جعبه‌دندهٔ آن ۳ دنده به صورت دستی است.